# Radical 71
Le radical 71, qui signifie mu, est un des 35 des 214 radicaux chinois répertoriés dans le dictionnaire de Kangxi composés de quatre traits.
Le caractère Unicode de 无 est 65E0.

## Caractères avec le radical 71
| nombre de traits          | caractères |
| ------------------------- | ---------- |
| Sans trait supplémentaire | 无 旡      |
| 5 traits supplémentaires  | 既         |
| 7 traits supplémentaires  | 旣         |
| 9 traits supplémentaires  | 旤         |